# Scientific Romance
Scientific Romance ist eine Bezeichnung für britische Genreliteratur, die inhaltlich weitgehend der Science-Fiction entspricht, zeitlich aber deren Vorläufer ist, womit sie dem Zukunftsroman in der deutschen Literatur entspricht. Beide Begriffe werden auf Werke angewandt, die vor der Popularisierung moderner (US-amerikanischer) Science-Fiction in Großbritannien bzw. Deutschland vor dem Ende des Zweiten Weltkriegs erschienen.
Der Begriff erscheint erstmals 1866 in Dickens’ All the Year Round, wo er sich auf Henri de Parvilles Roman Un habitant de la planète Mars bezog.
Ab 1884 veröffentlichte Charles Howard Hinton eine Reihe wissenschaftlicher und philosophischer Essays unter dem Titel Scientific Romances.
Geläufig wurde der Begriff jedoch erst, als Kritiker die frühen Romane von H. G. Wells so bezeichneten und Wells dann selbst den Begriff im Titel von The Scientific Romances of H.G. Wells (1933) übernahm, einer Omnibus-Ausgabe seiner bekanntesten Romane.
Als literaturwissenschaftlicher Begriff wurde die Scientific Romance durch die Arbeiten von Brian Stableford etabliert, der den ihn verwendete, um die Traditionen und Konventionen britischer Literatur gegenüber der nach 1945 auch in Großbritannien dominierenden amerikanischen Science-Fiction zu kontrastieren.
Was Unterschiede in den erzählerischen Konventionen betrifft, so benennt Stableford eine Reihe von Merkmalen, von denen keines für sich für die Scientific Romance definierend ist, die aber insgesamt charakteristisch für die Gattung sind. Dazu gehört,
- dass die Erzählung große Zeitskalen überspannt, exemplarisch in Olaf Stapledons Die letzten und die ersten Menschen (1930) und in Der Sternenmacher (1937), hierher gehört auch das öfter auftretende Sujet der „sterbenden Erde“, auf der am Ende der Zeit die letzten Menschen ein melancholisches Dasein fristen (Beispiel: William Hope Hodgson: The Night Land, 1912)[3];
- dass die Erzähler öfters im Hintergrund der Handlung bleiben und dass auch die Protagonisten eher auf die Geschehnisse passiv reagieren als eine aktive Heldenrolle füllend sie aktiv gestalten, damit zusammenhängend die Abwesenheit des für amerikanische Pulps typischen Helden/Eroberers, der analog zur Rolle des Westernhelden sich nun anschickt, im Weltraum die „letzte Grenze“ zu überschreiten und sich das Universum untertan zu machen;
- dass im Gegensatz zum amerikanischen Edisonade, dem „Erfinderroman“, der Erfinder/Wissenschaftler als Protagonist eher vom Typus Mad Scientist ist und seine Erfindung bestenfalls dazu dient, den Weltfrieden zu erpressen;
- dass insbesondere bei den vor dem Hintergrund der Katastrophe des Ersten Weltkriegs schreibenden Autoren die Tendenz eher pessimistisch ist – der Homo sapiens wird als grundsätzlich unfähig gesehen, eine Evolution zum Positiven hin zu durchlaufen, und die Erzählungen sind deutlich häufiger dystopisch als in der eher optimistischen amerikanischen SF.

Zur Scientific Romance zu zählen ist auch das Subgenre der „Außergewöhnlichen Reisen“. Voyages Extraordinaires war der Reihentitel, unter dem die Werke von Jules Verne im Verlag von Pierre-Jules Hetzel erschienen. Dieser Titel lehnt sich an den französischen Begriff der voyages imaginaires an, der „imaginierten Reisen“. Wesentliches Merkmal dieser Untergattung ist – der Name sagt es –, dass der Protagonist eine ungewöhnliche Reise unternimmt, und zwar mit einem ungewöhnlichen und futuristischem Gefährt und/oder zu einem ungewöhnlichen Ziel. Beispiele sind:
- mit einem Weltraumgeschoss zum Mond (Jules Verne: Von der Erde zum Mond, 1865)
- mit einem Unterseeboot in die Meerestiefen (Jules Verne: 20.000 Meilen unter dem Meer, 1869)
- zu Fuß zum Mittelpunkt der Erde (Jules Verne: Die Reise zum Mittelpunkt der Erde, 1864)
- zu Fuß in die Vorzeit (Arthur Conan Doyle: Die vergessene Welt, 1912)
- mit einer Maschine in die Zukunft (H. G. Wells: Die Zeitmaschine, 1895)